# 岩間良臣
岩間 良臣（いわま よしおみ、1952年8月3日 - ）は、日本の陸上競技選手である。
1976年モントリオールオリンピックで男子棒高跳に出場した。

## 参照資料
1. ↑  “Yoshiomi Iwama Olympic Results”.  Sports Reference LLC. 2020年4月17日時点のオリジナルよりアーカイブ。2018年1月4日閲覧。